# Anton Bernik
Anton Bernik (tudi Wernig, Werdnik, Brdnik), slovenski zdravnik, * 7. junij 1751, Stara Loka, † 6. julij 1817, Ljubljana.

## Življenje in delo
Deloval je kot okrožni zdravnik v Kranju in pozneje v Ljubljani. Za časa francoske Ilirije je bil drugi ordinarij v civilni bolnici in policijski zdravnik, od leta 1800 pa je bil član direktorija ljubljanskega liceja in namestnik ravnatelja medicinsko-kirurškega študija. 

## Dela
- De medicina simplici vera (1779) (prirejeno po van Swietenu), izšlo je tudi v ponatisu z naslovom Gerh. L. B. van Swieten oratorio de Medicina simplici et vera.